# 貴族派
贵族派（拉丁語：Optimates，單數:Optimas，“好人”之意）是晚期罗马共和国的菁英派系。他們希望限制公民會議的權力，而加强代表贵族意志、控制国家的元老院的權力。他们尤其关注新近崛起的军队将领，唯恐得到保民官、公民會議以及军队支持的后者从元老院和贵族手中夺取权力。
在苏拉的獨裁官職位（前81年-前79年）的时候，貴族派的主张到達它的頂點。在他在位的時候，會議將近所有的權力被剝奪，元老数從三百名上升到六百名，成千的軍人在北意大利驻扎，而且平民派以同樣龐大數目經由公敵宣告的名單被處死。可是在苏拉辭職去世之後，他們的許多政策逐漸地被推翻。
除西塞羅與苏拉外，著名的貴族派包括老少兩加圖、米罗、马可斯·布鲁图斯以及（一般被排除在前三头同盟外的）龐培。

## 组成
这一派别的许多成员之所以被归入这一派之中，通常是因为他们依靠贵族和元老院的支持而达成个人的目标，并非意味着他们就一定会更加倾向于贵族而轻视其他阶层。类似的，平民派也不一定真的是拥护下层民众，而通常只是利用后者的支持而已。

## 观点
正如名稱所言，贵族派多偏袒名門貴族，而且反對出身平民、沒有政治經歷的政治素人參政；諷刺的是，晚期貴族派的一員干將西塞羅本身是一位政治素人，是自己家族中首位进入元老院者，因此其出身从未真正为贵族派所接受。在前49年的罗马内战中，与龐培所支持的元老院爆发冲突。
除了他們的政治目標外，貴族派也反對将羅馬公民權延伸至意大利半島以外的地區，甚至反對賦予公民權給大部份意大利人。他们強烈堅持祖訓傳統並極力反對希臘文化滲透羅馬社會，亦企图制肘诸如马略、龐培及凯撒等權雄勢大的軍頭，以防他們以軍事力量威胁元老院地位。具體政策為反对征募无力自行购买武器和给养的穷人为兵，及向退役老兵餽贈国有土地的馬略改革。